# Iphur-Kisz
Iphur-Kisz – samozwańczy władca Kisz okresu staroakadyjskiego, który przewodził powstaniu miast północnej części Sumero-Akadu w pierwszych latach panowania Naram-Sina (ok. 2270–2235 r. p.n.e.), syna Man-isztusu i wnuka Sargona Akadyjskiego – twórcy imperium. Równocześnie zbuntowały się też miasta południa na czele z królem Uruk – Amar-giridem. Pokonanie buntowników zajęło Naram-Sinowi kilka lat, po których mógł wreszcie przystąpić do odrestaurowania struktur administracyjnych państwa swego dziada, które podupadły za rządów jego ojca, a wcześniej stryja – Rimusza.